# The Weavers

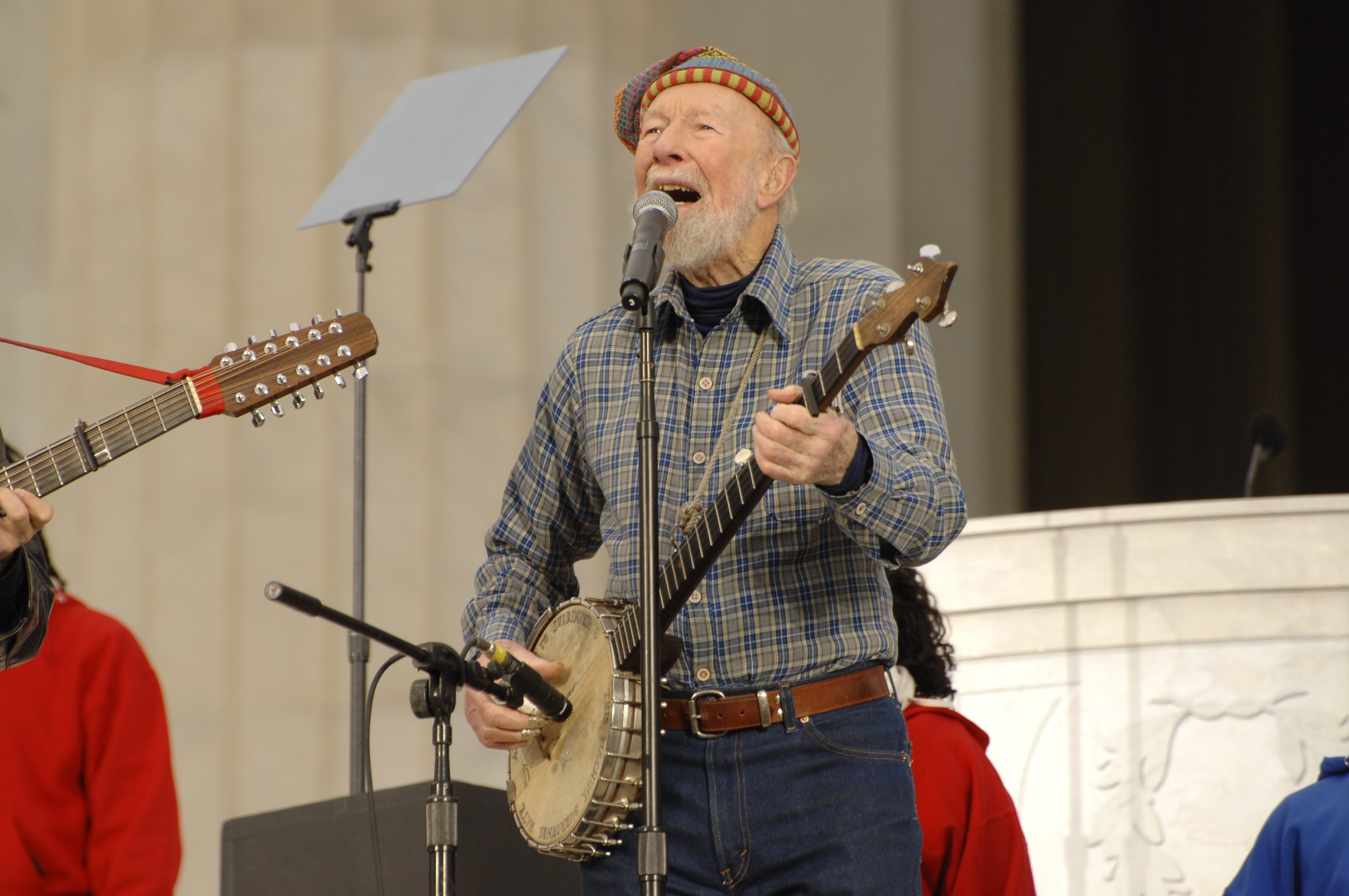
Pete Seeger 2009

Die Weavers waren eine US-amerikanische Folk-Gruppe aus New York, die 1948 u. a. von Pete Seeger gegründet wurde. Sie sangen traditionelle Folksongs aus aller Welt, aber auch Blues-, Gospel- und Worksongs und Kinderlieder. Zu ihren bekanntesten Songs gehörten Wimoweh, ein Song aus Südafrika, und Good Night Irene (geschrieben von Leadbelly). Auf dem Höhepunkt ihrer Popularität verkauften sie Millionen von Platten.

## Geschichte
Die Band wurde in der Tradition und Nachfolge von The Almanac Singers im November 1948 von Pete Seeger, Lee Hays, Fred Hellerman und Ronnie Gilbert in Greenwich Village, New York gegründet.
1950 erhielt die Gruppe einen Vertrag bei Decca und spielte in Folge mit dem Stück Goodnight Irene von Leadbelly einen Hit ein, der dreizehn Wochen lang auf Platz eins der amerikanischen Charts stand und zwei Millionen Mal verkauft wurde. Weitere Chartplatzierungen erreichte die Gruppe mit dem von Woody Guthrie geschriebenen Lied So Long, It’s Been Good to Know You und On Top of Old Smokey. Damit waren die Weavers die erste Folk-Band, der es gelang, über Insiderkreise hinaus ein breites Publikum anzusprechen.
Mitte 1950 wurde ihnen auf Grund ihrer großen Popularität eine eigene Fernsehshow angeboten, die aber von offizieller Seite verhindert wurde. Da die Mitglieder der Kommunistischen Partei sehr nahestanden bzw. Mitglieder waren, wurden sie im antikommunistischen Klima der McCarthy-Ära auf die Schwarze Liste gesetzt, was einem Auftrittsverbot gleichkam, da sich Veranstalter o. ä. selber gefährdeten. So löste sich die Band 1952 auf.
1955 brachte Harold Leventhal die Weavers für ein Weihnachtskonzert in der New Yorker Carnegie Hall wieder zusammen.
1958 verließ Pete Seeger die Gruppe. Es folgten Neubesetzungen mit Bernie Krause, Erik Darling und Frank Hamilton. Zusammen mit diesen Musikern gab die Gruppe in ihrer Originalbesetzung 1963 ein letztes Konzert in der Carnegie Hall, um sich anschließend endgültig aufzulösen. Sie kamen in den folgenden Jahren hin und wieder zu Reunions zusammen, zuletzt 1980 in der Originalbesetzung in der Carnegie Hall. Ein Jahr später starb Lee Hays. Dieser Auftritt wurde in der von ihm noch verfassten Dokumentation Wasn’t That a Time (1982) festgehalten.
In der US-amerikanischen Folk-Music haben die Weavers einen festen Platz. Ihr Einfluss reichte bis weit ins Folk Revival der 1960er Jahre hinein und ebnete den Boden für Gruppen wie das Kingston Trio und Peter, Paul and Mary.
2001 wurden The Weavers in die Vocal Group Hall of Fame aufgenommen. Im Februar 2006 erhielten sie den Grammy Award für ihr Lebenswerk (Lifetime Achievement Award).

## Diskografie
- The Weavers Greatest Hits
- The Weavers at Carnegie Hall (Live)
- Wasn’t That a Time! (Box-Set)
- Best of the Vanguard Years
- The Weavers Reunion at Carnegie Hall, 1963 (Live)
- Rarities from the Vanguard Vault
- Kisses Sweeter Than Wine (Live)
- The Almanac
- The Best of the Decca Years
- Ultimate Collection
- The Weavers Classics
- Best of the Weavers
- Gospel
- We Wish You a Merry Christmas
- The Weavers on Tour (Live)

## Auszeichnung
- Ehrengrammy der National Academy of Recording Arts and Sciences (2006)